# 10カラット・ダイヤモンド
『10カラット・ダイヤモンド』は、1979年10月5日にリリースされた、岩崎宏美の8作目のオリジナル・アルバムである。発売元はビクター音楽産業。規格品番SJX-20152

## 解説
- シングルカット曲なしでリリースした初めてのスタジオアルバム。全10曲を収録。
- 1991年に、前作『パンドラの小箱』（1978.8.25）とのカップリングで初CD-DA化された（2作品を1枚に収録）が、収録時間の関係上「めぐり逢い伝説」「哀しみは火のように」が削除された。1994年に単独でCD化され、同時に前述の2曲も初CD化された。また、2007年に紙ジャケットで復刻された際には、アルバム未収録であった17thシングル「夏に抱かれて」（1979.5.8）、そのB面曲「ラブ・アラベスク」、18thシングル「万華鏡」（1979.9.15）、そのB面曲のリミックス・バージョン「泣きながら目覚めて」、ライブとスタジオ録音曲を収録したアルバム『ライブ&モア』（1979.12.1）から「砂の伝説」「時の女神」がボーナス・トラックとして収録された。

## 収録曲

### オリジナル盤
Side-A
1. スリー・カラット・ダイヤモンド
  - 作詞：阿木燿子、作曲・編曲：川口真
2. マチネへの招待
  - 作詞：阿木燿子、作曲・編曲：穂口雄右
3. 東京 - パリ
  - 作詞：三浦徳子、作曲・編曲：穂口雄右
4. 麗しのカトリーヌ
  - 作詞：三浦徳子、作曲・編曲：佐藤準
5. めぐり逢い伝説
  - 作詞：阿木燿子、作曲：筒美京平、編曲：後藤次利・船山基紀

Side-B
1. 小夜曲（セレナーデ）
  - 作詞：阿木燿子、作曲：筒美京平、編曲：後藤次利・船山基紀
2. 水曜の朝、海辺で…
  - 作詞：三浦徳子、作曲・編曲：船山基紀
3. 哀しみは火のように
  - 作詞：三浦徳子、作曲・編曲：佐藤準
4. テーブルの下
  - 作詞：三浦徳子、作曲・編曲：船山基紀
5. 微笑の翳り
  - 作詞：阿木燿子、作曲・編曲：川口真

### CD盤（1991年版）
定盤コレクション 2inOne「パンドラの小箱 + 10カラット・ダイヤモンド」
- M-1 - 11の作家名は項目『パンドラの小箱』を参照のこと。

1. 媚薬
2. パンドラの小箱
3. パンドラの小箱（バリエーション）
4. ピラミッド
5. カンバセーション
6. シンデレラ・ハネムーン
7. 想い出は9月行き
8. ミスター・パズル
9. L
10. 南南西の風の中で
11. パンドラの小箱（リプライズ）
12. スリー・カラット・ダイヤモンド
13. マチネへの招待
14. 東京 - パリ
15. 麗しのカトリーヌ
16. 小夜曲（セレナーデ）
17. 水曜の朝、海辺で…
18. テーブルの下
19. 微笑の翳り

### CD盤（2007年）
1. スリー・カラット・ダイヤモンド
2. マチネへの招待
3. 東京 - パリ
4. 麗しのカトリーヌ
5. めぐり逢い伝説
6. 小夜曲（セレナーデ）
7. 水曜の朝、海辺で…
8. 哀しみは火のように
9. テーブルの下
10. 微笑の翳り
11. 夏に抱かれて（ボーナス・トラック）
  - 作詞：山上路夫、作曲・編曲：馬飼野康二
  - 17thシングル。
12. ラブ・アラベスク（ボーナス・トラック）
  - 作詞：阿木燿子、作曲・編曲：筒美京平
  - 17thシングル「夏に抱かれて」のB面曲。
13. 万華鏡（ボーナス・トラック）
  - 作詞：三浦徳子、作曲・編曲：馬飼野康二
  - 18thシングル。
14. 泣きながら目覚めて（ボーナス・トラック）
  - 作詞：三浦徳子、作曲・編曲：馬飼野康二
  - 18thシングル「万華鏡」のB面曲。アルバム『ライブ&モア』収録バージョン。
15. 砂の伝説（ボーナス・トラック）
  - 作詞：橋本淳、作曲：筒美京平、編曲：船山基紀
  - アルバム『ライブ&モア』収録曲。
16. 時の女神（ボーナス・トラック）
  - 作詞：呉田軽穂、作曲：吉田拓郎、編曲：加藤和彦・瀬尾一三
  - アルバム『ライブ&モア』収録曲。